# Zitbeen
Het zitbeen, os ischii of ischium is het bot in het bekken waarop men zit. Het zitbeen vormt samen met het darmbeen, het os ilium en het schaambeen, os pubis, door volledige onderlinge vergroeiing het heupbeen, os coxae. De twee ossa coxarum vormen samen de heup, of het heupbeen.
Het Oudgriekse ἴσχιον, íschion, heeft verschillende betekenissen. Zo werd ἴσχιον gebruikt voor de heup, het heupgewricht en in het meervoud ἴσχια als de spieren rondom de heupen. Bij Aristoteles is ἴσχιον ook het zitvlak. Voor de Griekse arts Galenus was ἴσχιον het zitbeen en niet meer ook het heupbeen.
schedel · wervelkolom · borstkas · borstbeen · schoudergordel · arm · bekkengordel · been

bot · gewricht · botten van de mens